# Leesburg (Florida)
Leesburg es una ciudad ubicada en el condado de Lake en el estado estadounidense de Florida. En el Censo de 2010 tenía una población de 20.117 habitantes y una densidad poblacional de 189,45 personas por km².

## Historia
Leesburg fue colonizado por primera vez en 1857 por Evander McIver Lee. Varios de sus hermanos lo siguieron hasta la zona. A uno de ellos, Calvin Lee, se le atribuye haber dado el nombre a la ciudad. La ciudad se incorporó en 1875 y fue designada como la sede del condado de Sumter por un tiempo. Cuando se formó el condado de Lake en 1887, se designó a Tavares como su sede.
A principios del siglo XX, Leesburg era un centro importante para la producción de sandías. En 1930, realizó su primer Festival de la Sandía, una tradición anual que se prolongó durante casi 30 años. Pero gradualmente la producción de sandías disminuyó y, para el último festival en 1957, hubo que traer sandías a la ciudad desde fuera del área.
En 1938, durante la Gran Depresión, la administración de Franklin D. Roosevelt invirtió en infraestructura y proyectos de mejora en todo el condado. Su Works Progress Administration comenzó a trabajar en el parque ribereño Venetian Gardens, ubicado a orillas del lago Harris. Estos canales y jardines han sido una pieza central de la comunidad desde entonces.
Lake Square Mall, el principal centro comercial de la ciudad, abrió sus puertas en 1980.
El 19 de marzo de 1982, el guitarrista de Ozzy Osbourne, Randy Rhoads, así como el cocinero y el conductor del autobús de la banda, murieron en un accidente aéreo en Flying Baron Estates.
La industria de los cítricos fue el principal negocio en esta área durante décadas, pero las devastadoras heladas de diciembre de 1983 y febrero de 1985 convencieron a los productores de trasladar sus plantaciones más al sur. En 1997, comenzó Leesburg Bikefest. Desde entonces se ha convertido en una tradición anual de primavera, con más de 250.000 personas que asisten cada año.
Hoy en día, la mayor parte del crecimiento y desarrollo económico de Leesburg es el resultado de su creciente popularidad como destino de retiro. Además, el rápido crecimiento de la cercana Orlando ha resultado en una demanda de viviendas aquí, ya que muchas personas viajan diariamente a Orlando para trabajar. En 2011 y 2017, el equipo de baloncesto masculino de Leesburg High School ganó el campeonato estatal 4A.
En la primavera de 2017, Holding Company of the Villages planeó adquirir 2,600 acres al norte y al sur de County Road 470 a lo largo del lado este de Florida's Turnpike para desarrollo futuro. El trato con la mega comunidad de jubilados ha pasado la debida diligencia por parte de la Comisión de la ciudad de Leesburg. Los cambios en las ordenanzas de zonificación con restricciones de edad ya han sido aprobados por la Comisión de Planificación de Leesburg (con la aprobación final de la comisión de la ciudad). Los planes iniciales contemplan la construcción de aproximadamente 4500 viviendas y algún desarrollo comercial.

## Geografía
Leesburg se encuentra ubicada en las coordenadas 28°49′22″N 81°53′9″O / 28.82278, -81.88583. Según la Oficina del Censo de los Estados Unidos, Leesburg tiene una superficie total de 106.19 km², de la cual 79.76 km² corresponden a tierra firme y (24.88%) 26.42 km² es agua.

## Demografía
Según el censo de 2010, había 20.117 personas residiendo en Leesburg. La densidad de población era de 189,45 hab./km². De los 20.117 habitantes, Leesburg estaba compuesto por el 63.5% blancos, el 28.17% eran afroamericanos, el 0.35% eran amerindios, el 1.7% eran asiáticos, el 0.22% eran isleños del Pacífico, el 3.38% eran de otras razas y el 2.69% pertenecían a dos o más razas. Del total de la población el 8.97% eran hispanos o latinos de cualquier raza.

## Lugares
- La fábrica de gaseosas Pulp de Paraguay tiene su sede en la misma ciudad.